# Poliție
Poliția este un organ armat al administrației publice centrale sau locale, instituit prin lege, a cărui activitate este reglementată de dreptul intern și actele normative internaționale. 
Principale sarcini ale poliției sunt următoarele:
a) asigurarea respectării legii, menținerii liniștii și ordinii publice în societate;
b) protecția și respectarea libertăților și drepturilor fundamentale ale omului;
c) combaterea criminalității;
d) acordarea asistenței și serviciilor populației în conformitate cu legislația în vigoare.
În fiecare comunitate există legi, pentru a impune ordinea în societate. În cadrul societății, de obicei poliția se ocupă cu supravegherea modului de punere în aplicare a acestor legi. Poliția previne infracțiuni sau rezolvă cazuri în care este încălcată legea, prinde infractori și îi dă pe mâna justiției, protejează și ajută populația. În timpul ducerii la îndeplinire a acestor misiuni, polițiștii desfășoară și alte activități, precum dirijarea traficului, controlarea grupurilor cu comportament anarhic, investigarea crimelor și a altor infracțiuni grave. În momentele în care se declară stare de urgență, li se poate cere să adăpostească și să protejeze victimele incendiilor, ale inundațiilor sau ale altor dezastre.

## Poliția în lume

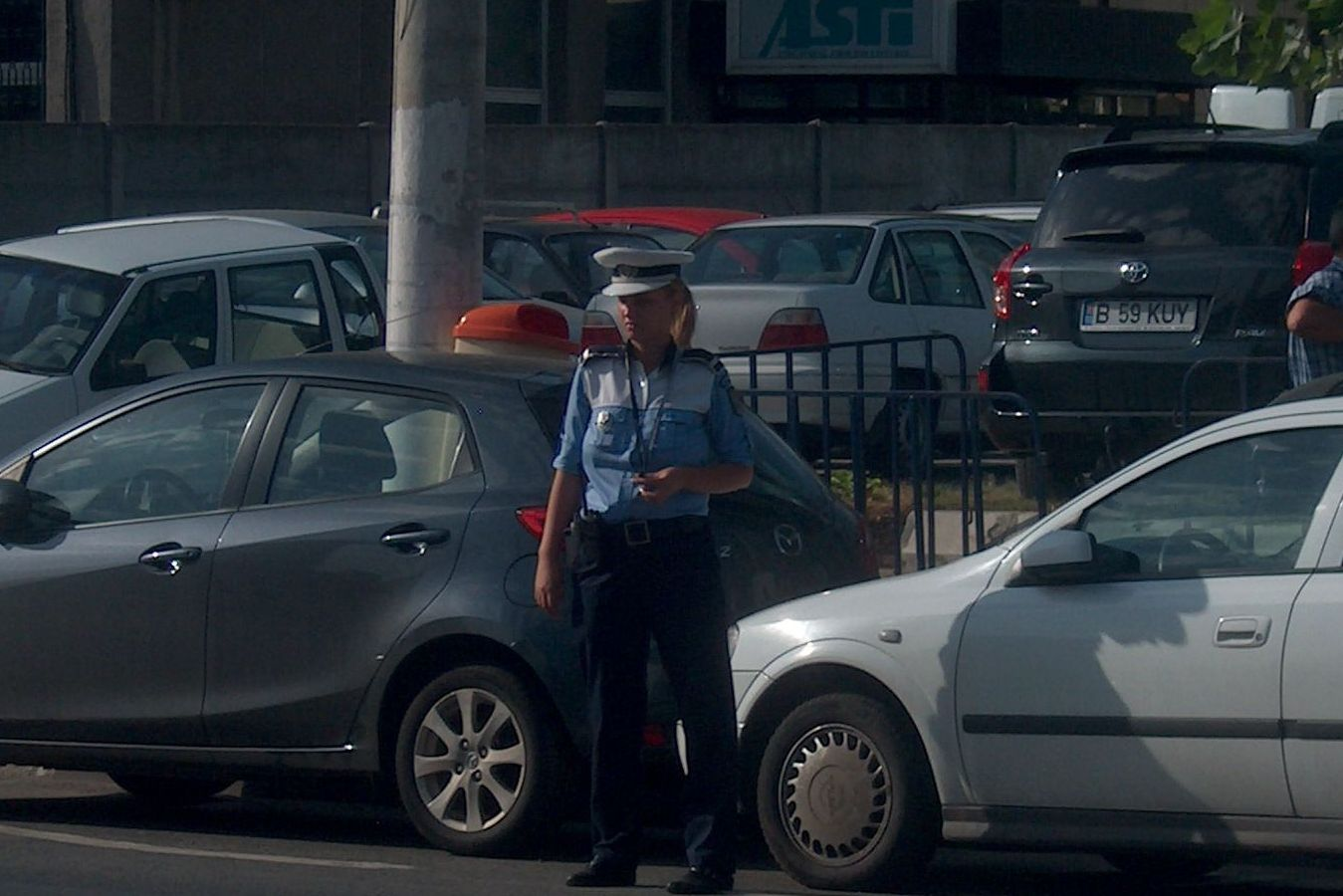
Polițistă în trafic

Există cel puțin o forță de poliție în fiecare țară, însă modul în care sunt conduse și cine le controlează variază foarte mult de la țară la țară. De exemplu, în Franța, guvernul controlează în mod direct o forță de poliție națională, care investighează delictele majore, iar forțele locale se ocupă de cele minore. În alte țări, precum Australia, există forțe de poliție separate, care au în subordine diferite zone.

## Brigăzile de poliție
Pentru ca poliția să își ducă la îndeplinire sarcinile eficient, există brigăzi special antrenate pentru misiuni specifice. În cadrul forței de poliție, o brigadă a poliției în uniformă patrulează pe străzi, prevenind infracțiunile sau arestându-i pe cei care încalcă legea. Unii inspectori investighează infracțiunile, alții delicvența juvenilă, traficul de stupefiante sau înșelăciunile.

## Detectarea și investigarea
Agenții de poliție care sunt specializați în investigarea cazurilor se numesc detectivi sau inspectori. Prin adunarea dovezilor, intervievarea martorilor și interogarea suspecților, inspectorii au ca obiectiv descoperirea persoanei care a comis o infracțiune. Odată ce sunt siguri că au găsit persoana incriminată de dovezi, poliția trebuie să pună bazele unui caz, utilizând dovezile existente, convingător pentru aducerea infractorului incriminat în fața instanței și pedepsirea acestuia.